# Каппа Пегаса
Каппа Пегаса (κ Пегаса, Kappa Pegasi, κ Pegasi, сокращ. Kap Peg, κ Peg) — тройная звезда в созвездии Пегаса. Каппа Пегаса имеет видимую звёздную величину +4.13m, и, согласно шкале Бортля, видна невооруженным глазом даже на городском небе (англ. City sky).
Из измерений параллакса, полученных во время миссии Hipparcos, известно, что звезда удалена примерно на 112,9 св. лет (34,6 пк)  от Земли. Звезда наблюдается севернее 65° ю. ш., то есть, видна практически на всей территории обитаемой Земли, за исключением приполярных областей Антарктиды. Лучшее время для наблюдения — август.
Каппа Пегаса движется с несколько меньшей скоростью относительно Солнца, чем остальные звёзды: её радиальная гелиоцентрическая скорость: −8 км/с, что на 20 % меньше скорости местных звёзд Галактического диска, а также это значит, что звезда приближается к Солнцу. Звезда движется по небосводу на северо-восток.

## Имя звезды
Каппа Пегаса (латинизированный вариант Kappa Pegasi) является обозначением Байера, данным им звезде в 1603 году. Хотя звезда и имеет обозначение Каппа (10-я буква греческого алфавита), однако сама звезда — 12-я по яркости в созвездии. У звезды также есть обозначение, данное Флемстидом —10 Пегаса (лат. 10 Pegasi).

## Свойства тройной звезды
Каппа Пегаса — это близкая тройная  система, которая может быть исследована спектрографами, как спектрально-двойная звезда и с помощью телескопов как обычная тройная звезда. В первом приближении, телескоп видно, что это две звезды, блеск которых +4.94m (B) и +5.04m (A). Однако компонент B сам является, как это можно понять из спектрографических исследований, спектрально-двойной системой, распадаясь на компоненты Ba и Bb.
Оба компонента отдалены друг от друга на  угловое расстояние в 0,235 ", что соответствует большой полуоси орбиты, по крайней мере, 8,139 а.е. и периоду обращения, по крайней мере, 11,7 лет  (для сравнения радиус орбиты Юпитера равен 5,2 а.е.  и период обращения равен 11,86 лет).  Эксцентриситет системы весьма велик и составляет 0,318. Звёзды, то расходятся на расстояние 15,6 а.е., то сходятся на расстояние 8,1 а.е.. То есть если бы обе звезды находились бы в Солнечной системе, то они бы располагались между орбитами Юпитера (5,2 а.е.) и орбитами Урана (19,22 а.е.). Наклонение орбиты тоже очень большое и составляет 107,9 °, то есть система практически «лежит на боку» и к тому же вращается по ретроградной орбите, как это видится с Земли.
Обе звезда классифицируется в различных источниках по-разному: то как карлики спектрального класса F5V, что указывает на то, что водород в ядре звезды служит ядерным «топливом», то есть звезда находится на главной последовательности, то как субгиганты спектрального класса F5IV, то есть водород в ядре звезды закончился и началось «горение» водорода в оболочке ядра, то есть звезда но уже сошла со стадии главной последовательности. Звезды излучают энергию со своей внешней атмосферы при одинаковых эффективных температурах около 6579, что придаёт им характерный бело-жёлтый цвет звезды спектрального класса F. Однако, их эффективные температуры и спектральные классы отдельных звёзд всё-таки не совсем понятны: Каппа Пегаса B может быть такой же горячей, как и звезда спектрального класса F2, но температурные измерения предполагают, что звезда относится и спектральному классу F5.
Массы звёзд, рассчитанные из третьего закона Кеплера, составляют 1,549 {\displaystyle M_{\bigodot }} (компонент A),  1,662 {\displaystyle M_{\bigodot }}  (компонент Ba) и 0,814 {\displaystyle M_{\bigodot }} (компонент Bb). В связи с небольшим расстоянием до звёзд их радиусы могут быть измерены непосредственно и первая такая попытка была сделана в 1922 году. Угловой размер звезды тогда был оценён в 1,4 mas, а это значит, что на таком расстоянии  абсолютный радиус Каппа Пегаса был оценён в 2,2 радиуса Солнца. При последующих измерениях угловой размер звезды тогда был оценён в 0,67 mas, а это значит, что на таком расстоянии  абсолютный радиус Каппа Пегаса был оценён в 0,95 радиуса Солнца , что конечно очень мало для звезд субгиганта спектрального класса F или даже старого карлика. Однако, исходя из теории звёздной эволюции, радиусы звёзд можно оценить следующим образом: у субгиганта или старого карлика радиус обычно равен 2,4 {\displaystyle R_{\bigodot }}. Также обе звезды светят я яркостью в 1,5 раза ярче нашего Солнца: их светимость составляет 1,5-1,6 {\displaystyle L_{\bigodot }} в зависимости от того, являются ли они настоящими субгигантами или старыми карликами. Для того, чтобы планета, аналогичная нашей Земле, получала примерно столько же энергии, сколько она получает от Солнца, их надо было бы поместить на расстоянии 1,22 а. е. Причём с такого расстояния обе звезды системы  Каппа Пегаса выглядели бы в 2 раза больше нашего Солнца, каким мы его видим с Земли — 1,04°. (угловой диаметр нашего Солнца — 0,5°).

### Физические свойства компонента B
Поскольку все звёзды родились в одно и то же время в одном т том же месте, то у них будет одинаковый химический состав, т.е. металличность. Звезды, имеющие планеты, имеют тенденцию иметь большую металличность по сравнению Солнцем и Каппа Пегаса B имеет значение металличности более чем в 2 раза меньше, чем на Солнце: содержание железа в ней относительно водорода составляет 43%. Звезда имеет поверхностную гравитацию 3,00 СГС или 10 м/с2, то есть практически в 27 раз меньше, чем на Солнце (274,0 м/с2), что по-видимому, может объясняться малой массой при большом диаметре звезды. Каппа Пегаса B вращается со скоростью 35 км/с, то есть в 17,5 раз быстрее солнечного вращения, что даёт период вращения звезды порядка 3,57дня.

### Орбита компонентов Ba и Bb
| Параметр            |   | Значение                 |
| ------------------- | - | ------------------------ |
| Период              | P | 5,9714971 ± 0,0000013 д. |
| Большая полуось     | a | 0,08715 ± 0,00090 а.е.   |
| Эксцентриситет      | e | 0,0073 ± 0,0013          |
| Наклонение          | i | 124,9 ± 3,7 °            |
| Узел                | Ω | 359,1 ± 5,9 °            |
| Эпоха периастра     | T | 2 452 402,225 ± 0,097    |
| Аргумент перицентра | ω | 359,1 ± 5,9              |

Применение законов Кеплера дает полную массу системе 4,025 {\displaystyle M_{\bigodot }}. Каппа Пегаса B является двойной звездой, его компоненты находятся всего в нескольких тысячных секунды друг от друга. (В свое время Каппа Пегаса А также считали двойной звездой, но, это не подтвердилось). Меньший спутник (Каппа Пегаса Bb) вращается вокруг более яркой Каппа Пегаса Ба с удивительно коротким периодом, всего 5,97 дня, радиус орбиты очень маленький и составляет 0,087 а.е., то есть звёзды разделяет расстояние равное  четверти расстояния от Меркурия до Солнца. 
Вычитая массу Каппа Пегаса Ba из общего количества можно получить массу для спутника (Bb), которая будет равна 0,814 {\displaystyle M_{\bigodot }}, которая характерна для  оранжевого карлика спектрального класса K0 или G8.

### Дальнейшая эволюция тройной звезды
Поскольку Каппа Пегаса уже заканчивает свою жизнь на главной последовательности, то возраст системы довольно большой и составляет ~2,5 млрд.. Каппа Пегаса В и А превратятся в гигантов с ядрами из гелия, а затем в красных гигантов с углеродными ядрами. Последствия для карлика, который вращается вокруг Каппа Пегаса Вa, будут серьёзными, так как они, вероятно, просто сольются. Потеря массы в сочетании с действием двойной звезды может привести к образованию высокоструктурированной планетарной туманности, прежде чем один или оба компонента Каппы Пегаса превратятся в белых карликов.

## История изучения кратности звезды
В 1828 году В.Я. Струве открыл один из компонентов оптически двойной звезды Каппа Пегаса (AB-C) и звезда вошла в каталоги как STF 2824. Истинную природу двойной звезды открыл в 1880 году Ш. У. Бёрнхем (компонент AB) и звезда вошла в научный оборот как BU 989. До 1900 года Каппа Пегаса была «рекордсменом» как двойная звезда с самым коротким известным орбитальным периодом (11,6 года), пока её не заменила звезда Дельта Малого Коня с орбитальным периодом (5,7 года). Согласно Вашингтонскому каталогу визуально-двойных звёзд, параметры этих компонентов приведены в таблице:
| Компонент | Год  | Количество измерений | Позиционный угол | Угловое расстояние | Видимая звёздная величина 1 компонента | Видимая звёздная величина 2 компонента |
| AB        | 1880 | 436                  | —                | —                  | 4.94m                                  | 5.04m                                  |
| AB-C      | 1828 | 91                   | 307°             | 9.5″               | 4.13m                                  | 10.80m                                 |
| AB-C      | 1831 | 91                   | 308°             | 11″                | 4.13m                                  | 10.80m                                 |
| AB-C      | 1983 | 91                   | 291°             | 14.2″              | 4.13m                                  | 10.80m                                 |
| AB-C      | 2004 | 91                   | 288°             | 14.5″              | 4.13m                                  | 10.80m                                 |

Обобщая все сведения о звезде, можно сказать, что у звезды Каппа Пегаса есть спутник пятой величины, находящийся на очень малом угловом расстоянии, которое он сохраняет в течение последних почти 200 лет и он, несомненно, настоящий компаньон. Рядом находится компонент "C" (компонент AB-C), звезда 11-й величины, которая просто лежит на линии прямой видимости на расстоянии, судя по параллаксу, 2093 св. лет. Сама звезда известна под именем PLX 5251.

### Комментарии
1. ↑  Расстояние рассчитано по приведённому значению параллакса
2. 1 2  Абсолютная звёздная величина вычисляется по формуле:: {\displaystyle M=m-5\lg {\frac {d}{d_{0}}}}, где {\displaystyle m} — видимая звёздная величина, {\displaystyle d} — расстояние до объекта в пк, {\displaystyle d_{0}=}10 пк
3. ↑  Угловой диаметр (δ) вычисляется по формуле:	
{\displaystyle \delta =2\arctan \left({\frac {D_{\mathrm {S} }}{d_{\mathrm {CZ} }}}\right)}, где RS — радиус звезды, выраженный в а.е.; dS — расстояние до звезды
4. ↑  STF — ссылка на каталог В.Я. Струве, 2824 — номер записи в его каталоге
5. ↑  BU — ссылка на каталог Ш. У. Бёрнхема, 989 — номер записи в его каталоге